# Sandray
Sandray (en gaélico escocés: Sanndraigh) es una pequeña isla localizada en el grupo de las islas de Barra, en el archipiélago de las Hébridas Exteriores, en Escocia. Históricamente, la isla nunca ha albergado una gran población, y actualmente permanece deshabitada desde 1934. La isla es conocida por su colonia de aves marinas.
- Datos: Q3180999
- Multimedia: Sandray / Q3180999